# 200 모텔스
《200 모텔스》(200 Motels)는 미국에서 제작된 프랭크 자파 감독의 1971년 코미디, 판타지 영화이다. 더 머더스 오브 인벤션, 시어도어 비켈, 링고 스타 등이 주연으로 출연하였다.

## 출연
- 프랭크 자파(본인)
- 더 머더스 오브 인벤션(본인)
- 시어도어 비켈(Rance Muhammitz 역)
- 링고 스타(Larry the Dwarf 역)
- 키스 문(hot nun 역)
- 죠지 듀크
- 키스 문
- 런던 필하모닉 오케스트라